# Wilaiporn Boothduang
Wilaiporn Boothduang, née le 25 juin 1987, est une joueuse thaïlandaise de football évoluant au poste de milieu de terrain. Elle joue en club pour le Bangkok F.C. et en équipe nationale.

## Carrière
Elle fait partie des 23 joueuses retenues pour disputer la coupe du monde 2019 en France.